# 緑化フェア梅小路駅
緑化フェア梅小路駅（りょっかフェアうめこうじえき）は、京都府京都市下京区八条坊門町にあった、西日本旅客鉄道（JR西日本）山陰本線の駅である。「嵯峨野線」の愛称区間に含まれている。

## 概要
1994年に梅小路公園で開催された「第11回全国都市緑化フェア」（緑いきいきKYOTO'94）会場の最寄駅として、山陰本線の京都駅 - 丹波口駅間に9月23日から11月20日の約2ヶ月間のみ設置されていた。
2005年から2006年頃に地元Jリーグチーム「京都パープルサンガ」（当時）のためのサッカー専用スタジアム建設が議論された際、候補地の一つとなった梅小路公園は、この駅の存在を理由として「大量輸送でのアクセス性が至便」と評された。なおスタジアム建設は、西京極運動公園の改修で決着した。
緑化フェア終了後は駅は廃止されたが、京都水族館の開業や梅小路公園の再整備、京都鉄道博物館の開業に伴い、2019年に梅小路京都西駅が開業した。当駅からは幡生方に約600 m離れた、カーブの先に設置された。

## 歴史
- 1994年（平成6年）
  - 9月23日：「第11回全国都市緑化フェア」（緑いきいきKYOTO'94）会場の最寄駅として開業[1][2]。
  - 11月20日：同日の営業をもって廃止[1][2]。

## 駅構造
単式ホーム1面1線があった。また線路の北側、梅小路公園敷地の外周歩道南東端から梅小路蒸気機関車館の現在の展示運転線上に掛けて仮設ホームが設けられていた。
当駅の駅名標では「緑化フェア梅小路駅」と書かれていた（※駅名標には原則として駅の文字は付かない）。緑化フェア梅小路駅の開設中は、両隣の京都駅・丹波口駅の駅名標にシールを貼り、当駅が案内されていた。

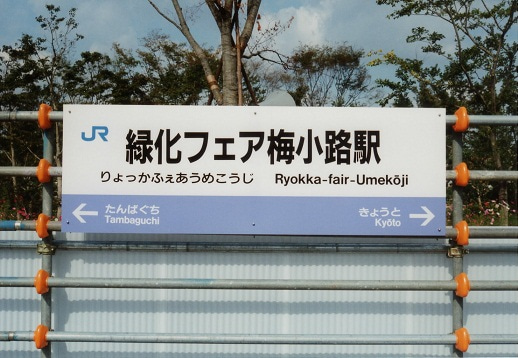
駅名標（1994年）
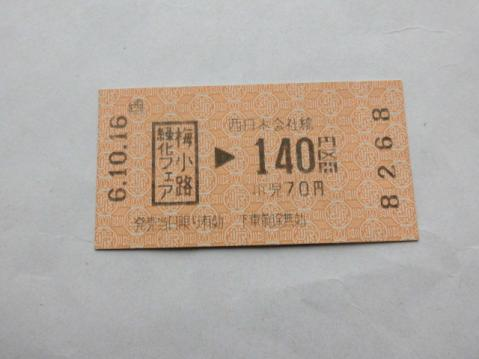
当駅発の乗車券（エド券）

## 駅周辺
- 梅小路蒸気機関車館
- 梅小路公園

## 隣の駅
西日本旅客鉄道（JR西日本）
■嵯峨野線（山陰本線）
京都駅 - 緑化フェア梅小路駅 - 丹波口駅